# Tedoribaatar
Tedoribaatar （テドリバータル ライニ) è un genere di mammiferi estinti appartenenti all'ordine dei Multituberculata, famiglia Eobaataridae. I resti fossili provengono dal Cretaceo inferiore del Giappone. Questi erbivori vissero durante l'era Mesozoica, conosciuta anche come "l'era dei dinosauri". Furono tra i rappresentanti più evoluti del sottordine informale dei "Plagiaulacida".

## Descrizione
baataridi, per avere un numero ristretto di premolari inferiori permanenti e un p3 con una sola radice.»
( Nao Kusuhashi, Early Cretaceous multituberculate mammals from the Kuwajima Formation (Tetori Group), central Japan, in Acta Palaeontologica Polonica, vol. 53, n. 3, 2008,  pp. 379-390.)

## Distribuzione
I suoi resti sono stati scoperti negli strati databili al Cretaceo inferiore (Barremiano o Aptiano) della Formazione Kuwajima, presso la città di Hakusan nel distretto di Shiramine, prefettura di Ishikawa, in Giappone.

## Specie
La specie Tedoribaatar reini venne classificata da Nao Kusuhashi nel 2008,  ed è la specie tipo per monotipia.

## Etimologia
Il nome Tedoribaatar indica il fiume Tedori che scorre presso il sito dove il materiale riferito a questo genere è stato scoperto, il "Gruppo Tetori", una serie di Formazioni sedimentarie risalenti al Cretaceo, più il suffisso Mongolo "baatar"= eroe, usato spesso nella classificazione dei multitubercolati.
Il nome della specie, reini, si deve invece al Dr. Johannes Justus Rein, un geografo tedesco che per primo raccolse campioni di piante fossili dalla Formazione Kuwajima (riportato da Geyler nel 1877).

## Tassonomia
Sottoclasse  †Allotheria Marsh, 1880
- Ordine †Multituberculata Cope, 1884:
  - Sottordine †Plagiaulacida Simpson, 1925
    - Ramo Plagiaulacidae
      - Famiglia †Eobaataridae Kielan-Jaworowska, Dashzeveg & Trofimov, 1987
        - Genere †Eobaatar Kielan-Jaworowska, Dashzeveg & Trofimov, 1987
          - Specie †E. magnus Kielan-Jaworowska, Dashzeveg & Trofimov, 1987
          - Specie †E. minor Kielan-Jaworowska, Dashzeveg & Trofimov, 1987
          - Specie †E. hispanicus Hahn & Hahn, 1992
          - Specie †E. pajaronensis Hahn & Hahn, 2001
          - Specie †E. clemensi Sweetman, 2009

        - Genere †Loxaulax Simpson, 1928
          - Specie †L. valdensis Simpson, 1928

        - Genere †Monobaatar Kielan-Jaworowska, Dashzeveg & Trofimov, 1987
          - Specie †M. mimicus Kielan-Jaworowska, Dashzeveg & Trofimov, 1987

        - Genere †Parendotherium Crusafont Pairó & Adrover, 1966
          - Specie †P. herreroi Crusafont Pairó & Adrover, 1966

        - Genere †Sinobaatar Hu & Wang, 2002
          - Specie †S. lingyuanensis Hu & Wang, 2002
          - Specie †S. xiei Kusuhashi et al., 2009
          - Specie †S. fuxinensis Kusuhashi et al., 2009

        - Genere †Heishanobaatar Kusuhashi et al., 2010
          - Specie †H. triangulus Kusuhashi et al., 2010

        - Genere †Liaobaatar Kusuhashi et al., 2009
          - Specie †L. changi Kusuhashi et al., 2009

        - Genere †Hakusanobaatar Kusuhashi, 2008
          - Specie †H. matsuoi Kusuhashi, 2008

        - Genere †Tedoribaatar Kusuhashi, 2008
          - Specie †T. reini Kusuhashi, 2008